# (500830) 2013 GU136
(500830) 2013 GU136, também escrito como (500830) 2013 GU136, é um objeto transnetuniano que está localizado no Cinturão de Kuiper, uma região do Sistema Solar. Este corpo celeste é classificado como um cubewano. Ele possui uma magnitude absoluta de 7,9 e tem um diâmetro estimado de 116 km.

## Descoberta
(500830) 2013 GU136 foi descoberto no dia 4 de abril de 2013 pelo Outer Solar System Origins Survey.

## Órbita
A órbita de (500830) 2013 GU136 tem uma excentricidade de 0,174 e possui um semieixo maior de 44,436 UA. O seu periélio leva o mesmo a uma distância de 36,714 UA em relação ao Sol e seu afélio a 52,157 UA.